# ريال بورغوس
نادي ريال بورغوس لكرة القدم هو فريق كرة قدم إسباني يقع في بورغوس ، في منطقةقشتالة وليون المتمتعة بالحكم الذاتي. تأسس في عام 1983 ، وتوقف عن المنافسة في عام 1996 وعاد في عام 2011 ، ويعقد مباريات على أرضه في كامبو خوسيه مانويل سيدانو.

## روابط خارجية
- الموقع الرسمي
- منتدى[وصلة مكسورة] ريال بورغوس (بالإسبانية)